# 陷阱與鐘擺
《陷阱與鐘擺》是一部由愛倫·坡於1842年所著的短篇小說，當時發佈在The Gift: A Christmas and New Year's Present for 1843上。

## 故事簡介
主角昏迷甦醒後發覺自己被困在宗教法庭內一間黑暗的囚室中，主角貼著四周移動，希望了解囚室的大小，移動時主角被小石絆倒昏迷，甦醒後發現前方是一個落穴，慶幸自己逃過一劫。後來主角在昏睡時被人綁在地上，頭頂上有一把大鐮刀正緩緩落下，主角在命危時利用老鼠咬開身上的繩索脫身。宗教法庭的人終於按捺不住，決定用收緊四邊的牆壁而壓死主角。在命在旦夕時，法軍攻入宗教法庭，解放了主角。